# Automattic
Automattic Inc es una empresa de desarrollo web fundada en agosto de 2005 por Matt Mullenweg. Su mercado está enfocado principalmente en el desarrollo de aplicaciones de gestión de contenido: WordPress.com (un servicio de blogs gratuito), bbPress, WordPress MU (el cual ya viene integrado en WordPress desde la versión 3.0), GlotPress y BuddyPress.
Automattic ha recaudado 317,3 millones de dólares en cinco rondas de financiamiento. En la última ronda, en mayo de 2014, la empresa fue valorada en 1160 millones de dólares. La empresa cuenta con 930 empleados hasta junio de 2019 y su cultura fue el tema de un proyecto de periodismo participativo de Scott Berkun, titulado The Year Without Pants: WordPress.com and the Future of Work.

## Historia
El 11 de enero de 2006, se anunció que Toni Schneider, que había sido CEO de Oddpost, dejaría Yahoo! para convertirse en CEO de Automattic. En abril de 2006, se reveló, a través de una Regulation D, que Automattic recaudó aproximadamente 1,1 millones de dólares en fondos gracias a inversores como Polaris Ventures, True Ventures, Radar Partners y CNET.
El 23 de septiembre de 2008, Automattic anunció la adquisición de IntenseDebate, y dos meses después, el 15 de noviembre de 2008, adquirió PollDaddy. El 9 de septiembre de 2010, creó la marca registrada WordPress y el control sobre bbPress y BuddyPress a la Fundación WordPress. El 19 de mayo de 2015,  anunció la adquisición de WooThemes, incluyendo su producto estrella WooCommerce.
El 21 de noviembre de 2016, a través de una filial (Knock Knock Knock, WHOIS There) gestionó el lanzamiento y posterior desarrollo del gTLD .blog, convirtiéndose en registrador de dominios. El 21 de junio de 2018,  adquirió Atavist y su revista.
En agosto de 2019, Automattic compró Tumblr. Aunque la empresa no reveló el importe de la compra, según Dan Primack, editor de Axios, se habría producido por una cifra inferior a los 3 millones de dólares.
En 2025, Matt Mullenweg, el CEO, anuncia que Automattic reducirá su contribución al proyecto de código abierto de WordPress.

## Proyectos
Automattic trabaja actualmente en una gran cantidad de proyectos de software libre
- WordPress: popular sistema de gestión de contenidos destinado a la creación de blogs personales. Es usado por el 30 % de las páginas web a nivel global.[17]

- WordPress MU: fue un sistema para la creación de múltiples blogs en una sola instalación Desde la versión 3.0, está integrado en Wordpress, por lo que ha dejado de ser un proyecto independiente

- bbPress: sistema de gestión de foros. Comparte código con WordPress (mediante BackPress), de modo que se pueden integrar ambos sistemas.

- BuddyPress: plugin para WordPress que añade características sociales, tales como perfiles de usuario, hilos de conversación, creación de grupos, desarrollo de actividades, etc.

- GlotPress: se trata de un entorno para realizar localizaciones (L10n) vía web de forma colaborativa.[18]

- Akismet: plugin que bloquea spam. Inicialmente desarrollado para WordPress, actualmente se encuentra disponible para 20 sistemas distintos, entre los que destacan MovableType y Joomla!.[19]

## Servicios
- Gravatar: también conocido como Global Reorganize Avatar, Gravatar permite elegir un avatar que se asociara a un determinado correo electrónico. De esta forma, al usar dicho correo electrónico (por ejemplo, para comentar) en algún sistema que soporte Gravatar, se mostrará la imagen almacenada en este servicio. Tiene más de 22 millones de usuarios, y ha evolucionado para convertirse en una "tarjeta de negocios para Internet".[20]

- PollDaddy: sistema para generar encuestas adquirido por Automattic el 15 de octubre de 2008. Se encuentra por disponible en todos los blogs alojados de WordPress.com, y como plugin para WordPress y otras plataformas.[21]

- IntenseDebate: sistema para gestionar comentarios. Fue adquirido por Automattic el 23 de septiembre de 2008, integrándose parte de su código a WordPress 2.7.[22] Está disponible para múltiples plataformas, como WordPress, Blogger y Tumblr, por ejemplo.[23]

- After the Deadline: corrector ortográfico. Fue adquirido el 8 de septiembre de 2009.